# Пащенко Євген Григорович
Пащенко Євген Григорович  (*1874, хутір Пащенки поблизу с. Білаші Миргородського повіту Полтавської губернії — †1923)  — військовий діяч Російської імперії, генерал-майор артилерії, військовий діяч Армії Української Держави.

## Біографія

Хутір Пащенки на карті 1857 року

Народився на хуторі Пащенки, поблизу с. поблизу с. Білаші Миргородського повіту Полтавської губернії (нині Шишацький район Полтавської області) в сім'ї збіднілого дворянина козацького походження Григорія Івановича Пащенка. Рідний брат Пащенків Василя Григоровича, Олексія Григоровича та Івана Григоровича.
Закінчив Петровський Полтавський кадетський корпус, а пізніше — Михайлівське артилерійське училище, потому, ще й Михайлівську артилерійську академію.
В роки Першої світової війни — командувач артилерійської бригади на Південно-Західному фронті. 
В українській армії 1918 року за Гетьманату — начальник артилерії 6-го Полтавського армійського корпусу.